# Lentigny
Lentigny és un municipi francès situat al departament del Loira i a la regió d'Alvèrnia-Roine-Alps. L'any 2007 tenia 1.410 habitants.

## Demografia

### Població
El 2007 la població de fet de Lentigny era de 1.410 persones. Hi havia 558 famílies de les quals 111 eren unipersonals (45 homes vivint sols i 66 dones vivint soles), 205 parelles sense fills, 217 parelles amb fills i 25 famílies monoparentals amb fills.
La població ha evolucionat segons el següent gràfic:
Habitants censats

### Habitatges
El 2007 hi havia 605 habitatges, 557 eren l'habitatge principal de la família, 23 eren segones residències i 25 estaven desocupats. 559 eren cases i 44 eren apartaments. Dels 557 habitatges principals, 456 estaven ocupats pels seus propietaris, 91 estaven llogats i ocupats pels llogaters i 9 estaven cedits a títol gratuït; 2 tenien una cambra, 21 en tenien dues, 69 en tenien tres, 165 en tenien quatre i 300 en tenien cinc o més. 477 habitatges disposaven pel capbaix d'una plaça de pàrquing. A 206 habitatges hi havia un automòbil i a 316 n'hi havia dos o més.

### Piràmide de població
La piràmide de població per edats i sexe el 2009 era:
| Homes | Edats   | Dones |
| ----- | ------- | ----- |
| 0     | 95 o +  | 0     |
| 0     | 90 a 94 | 4     |
| 4     | 85 a 89 | 8     |
| 8     | 80 a 84 | 8     |
| 16    | 75 a 79 | 4     |
| 16    | 70 a 74 | 48    |
| 52    | 65 a 69 | 20    |
| 28    | 60 a 64 | 44    |
| 64    | 55 a 59 | 60    |
| 48    | 50 a 54 | 60    |
| 72    | 45 a 49 | 44    |
| 48    | 40 a 44 | 56    |
| 32    | 35 a 39 | 52    |
| 56    | 30 a 34 | 36    |
| 32    | 25 a 29 | 44    |
| 40    | 20 a 24 | 24    |
| 56    | 15 a 19 | 28    |
| 44    | 10 a 14 | 28    |
| 32    | 5 a 9   | 56    |
| 36    | 0 a 4   | 36    |

## Economia
El 2007 la població en edat de treballar era de 943 persones, 655 eren actives i 288 eren inactives. De les 655 persones actives 606 estaven ocupades (325 homes i 281 dones) i 49 estaven aturades (21 homes i 28 dones). De les 288 persones inactives 116 estaven jubilades, 102 estaven estudiant i 70 estaven classificades com a «altres inactius».

### Ingressos
El 2009 a Lentigny hi havia 605 unitats fiscals que integraven 1.549,5 persones, la mediana anual d'ingressos fiscals per persona era de 18.379 €.

### Activitats econòmiques
Dels 49 establiments que hi havia el 2007, 2 eren d'empreses alimentàries, 3 d'empreses de fabricació d'altres productes industrials, 10 d'empreses de construcció, 13 d'empreses de comerç i reparació d'automòbils, 3 d'empreses de transport, 4 d'empreses d'hostatgeria i restauració, 1 d'una empresa immobiliària, 4 d'empreses de serveis, 7 d'entitats de l'administració pública i 2 d'empreses classificades com a «altres activitats de serveis».
Dels 16 establiments de servei als particulars que hi havia el 2009, 1 era una oficina de correu, 1 taller de reparació d'automòbils i de material agrícola, 1 paleta, 1 guixaire pintor, 1 fusteria, 4 lampisteries, 2 electricistes, 1 empresa de construcció, 2 perruqueries i 2 restaurants.
Dels 5 establiments comercials que hi havia el 2009, 1 era un supermercat, 1 una botiga de menys de 120 m², 1 una fleca, 1 una carnisseria i 1 una floristeria.
L'any 2000 a Lentigny hi havia 16 explotacions agrícoles que ocupaven un total de 441 hectàrees.

## Equipaments sanitaris i escolars
L'únic equipament sanitari que hi havia el 2009 era una farmàcia.
El 2009 hi havia 1 escola maternal i 1 escola elemental.

## Poblacions més properes
El següent diagrama mostra les poblacions més properes.